# Wilhelm Marstrand
Nicolai Wilhelm Marstrand (Copenhague, 24 de dezembro de 1810 – Copenhague, 25 de março de 1873), pintor e ilustrador dinamarquês, filho de Nicolai Jacob Marstrand, fabricante e inventor de instrumentos, e Petra Othilia Smith. Marstrand é um dos mais renomados artistas pertencentes à Idade de Ouro da Pintura Dinamarquesa.

## Desenvolvimento inicial e treinamento na academia
Marstrand estudou na Escola Metropolitana de Copenhague (Metropolitanskolen), mas tinha pouco interesse em livros e saiu por volta dos 16 anos de idade. Christoffer Wilhelm Eckersberg, pintor e professor da Real Academia de Arte da Dinamarca (Det Kongelige Danske Kunstakademi) em Copenhague, era um amigo próximo do pai de Wilhelm, e foi Eckersberg quem recomendou uma carreira artística para o jovem Wilhelm. Wilhelm já havia mostrado talento artístico, abordando assuntos difíceis, como cenas de grupo com muitas figuras e composição complicada.
Aos 16 anos de idade, Marstrand começou seus estudos na Academia de Eckersberg, frequentando a escola de 1826 a 1833. Embora seus interesses tivessem uma forte influência em temas de gênero - descrição da vida diária que observava ao seu redor nas ruas de Copenhague, especialmente no meio sociedade de classes - ele logo alcançaria o ápice da aceitabilidade acadêmica: a pintura histórica.
A pintura histórica exibia o que era grandioso - temas clássicos da mitologia e da história, ao invés da vida diária. As tradições e o gosto dos críticos de arte tradicionais o favoreceram fortemente. Era, portanto, algo pelo qual se esforçar, apesar da habilidade igual de Marstrand em retratar temas mais modestos e do prazer que ele tinha em retratar as multidões, as diversões da cidade e o humor e a história por trás da agitação e agitação. A produção criativa de Marstrand, por meio de muitas pinturas e ilustrações feitas não apenas durante a década de 1830, mas ao longo de sua vida, nunca abandonaria essa inclinação para exibir a vida simples de sua época.
Ao mesmo tempo, Christian Waagepetersen, comerciante de vinhos da corte dinamarquesa e defensor das artes, também se tornou um importante patrono de Marstrand durante esse período inicial. Sua pintura "Uma festa noturna musical" (Et musikalsk aftenselskab) (1834), retrata tal ocasião na casa de Waagepetersen e foi uma importante pintura de transição para Marstrand.
Apesar de um reconhecimento inconfundivelmente crescente, Marstrand nunca recebeu a medalha de ouro da Academia. Esta medalha era cobiçada não só pelo seu grande prestígio, mas também por vir com uma bolsa de transporte para o aprofundamento da formação artística do laureado. As tentativas de Marstrand de ganhar a medalha não tiveram sucesso em 1833 com seu neoclássico "Flight to Egypt" (Flugten til Ægypten) e em 1835 com "Odysseus and Nausikaa". Isso foi uma decepção, pois ele ganhou as duas medalhas de prata disponíveis em 1833.

## Viagem ao exterior

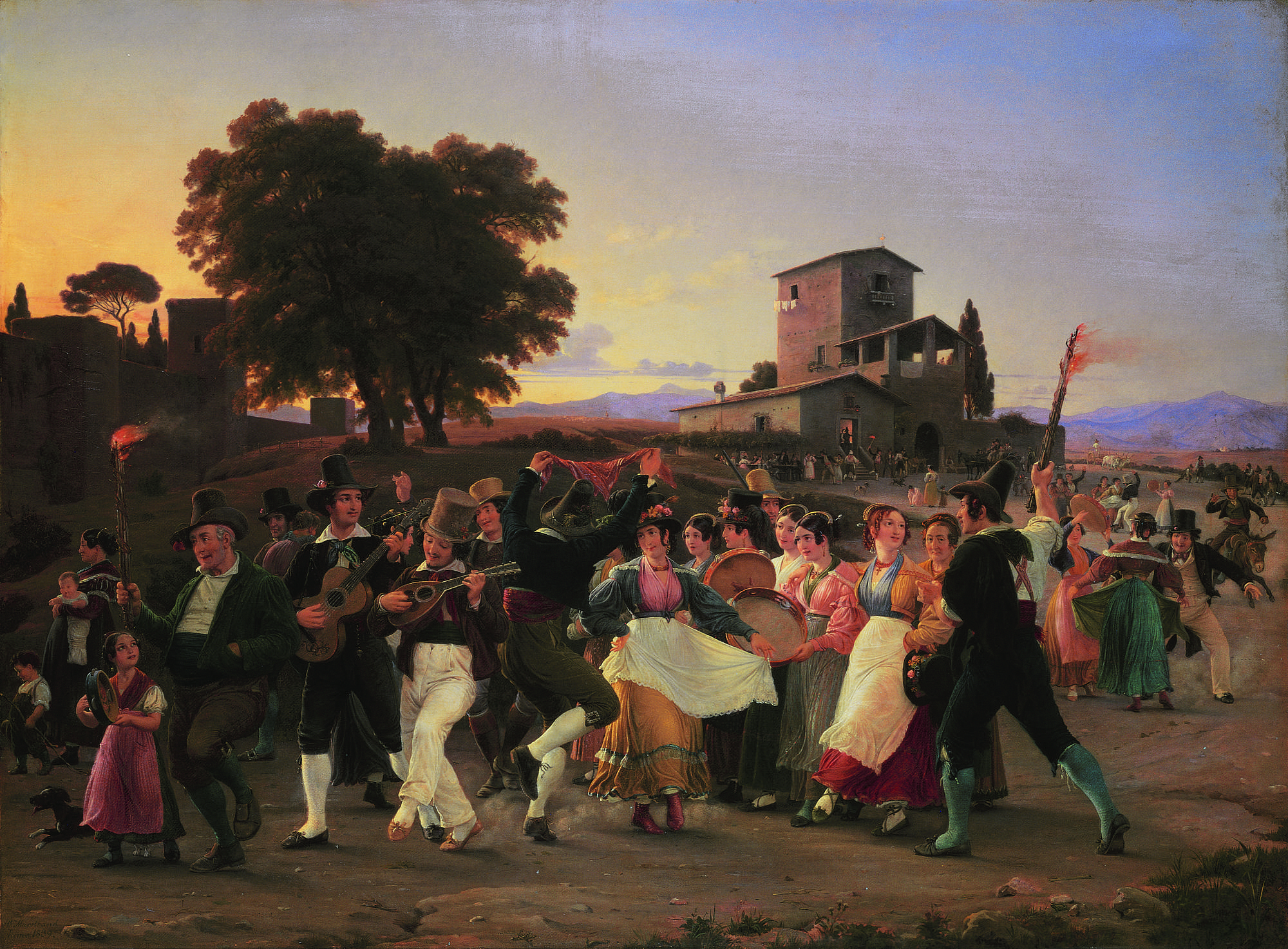
Diversão fora dos muros de Roma em uma noite de outubro (1839)

Medalha de ouro ou não, a Academia concedeu a Marstrand uma bolsa de viagem. Em agosto de 1836 ele iniciou a primeira de suas muitas viagens, passando pela Alemanha a Roma na Itália, parando no caminho em Berlim, Dresden , Nuremberg e Munique . Na Itália, onde permaneceu por quatro anos, ele pintou muitos retratos idealizados da vida cotidiana, especialmente festividades. Ele voltou à Itália várias vezes, a última visita sendo em 1869, e quando em Roma passava os meses de verão todos os anos nas cidades montanhosas de Olevano Romano, Civitella e Subiaco. Ele ficou encantado com a Itália e com o modo de vida do povo italiano. Ele retratou um colorido, alegre e romântico vista deles, infundido com um ideal recém-descoberto de beleza.
Ele também pintou uma série de retratos durante sua primeira estada na Itália. Entre eles estão retratos de outros artistas dinamarqueses itinerantes, como Christen Købke e o companheiro de viagem Johan Adolph Kittendorff. Ele completou esboços para um grande retrato do botânico e político JF Schouw, que mais tarde seria realizado como uma pintura.

## Desenvolvimento de carreira

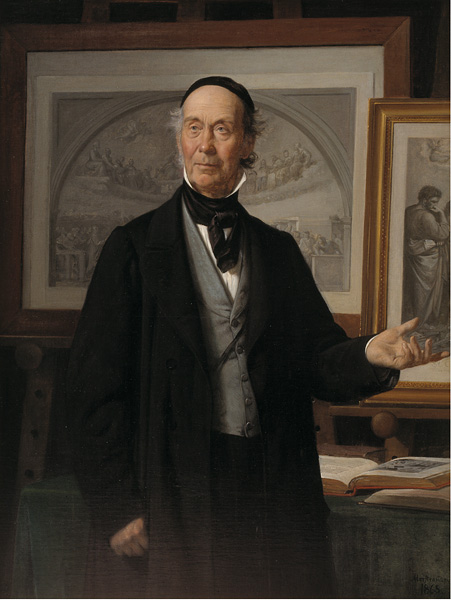
Niels Laurits Høyen

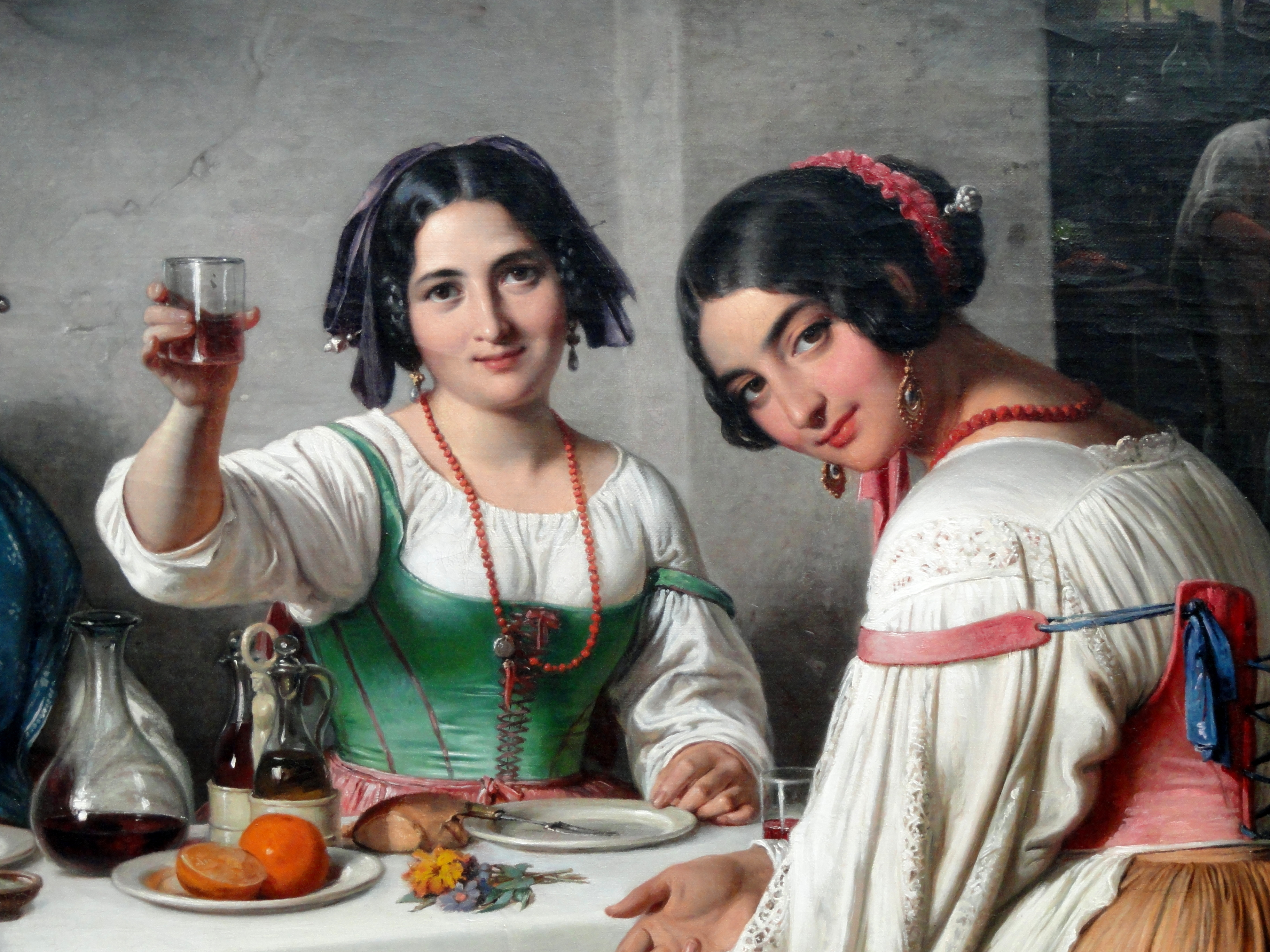
Cena italiana de Osteria

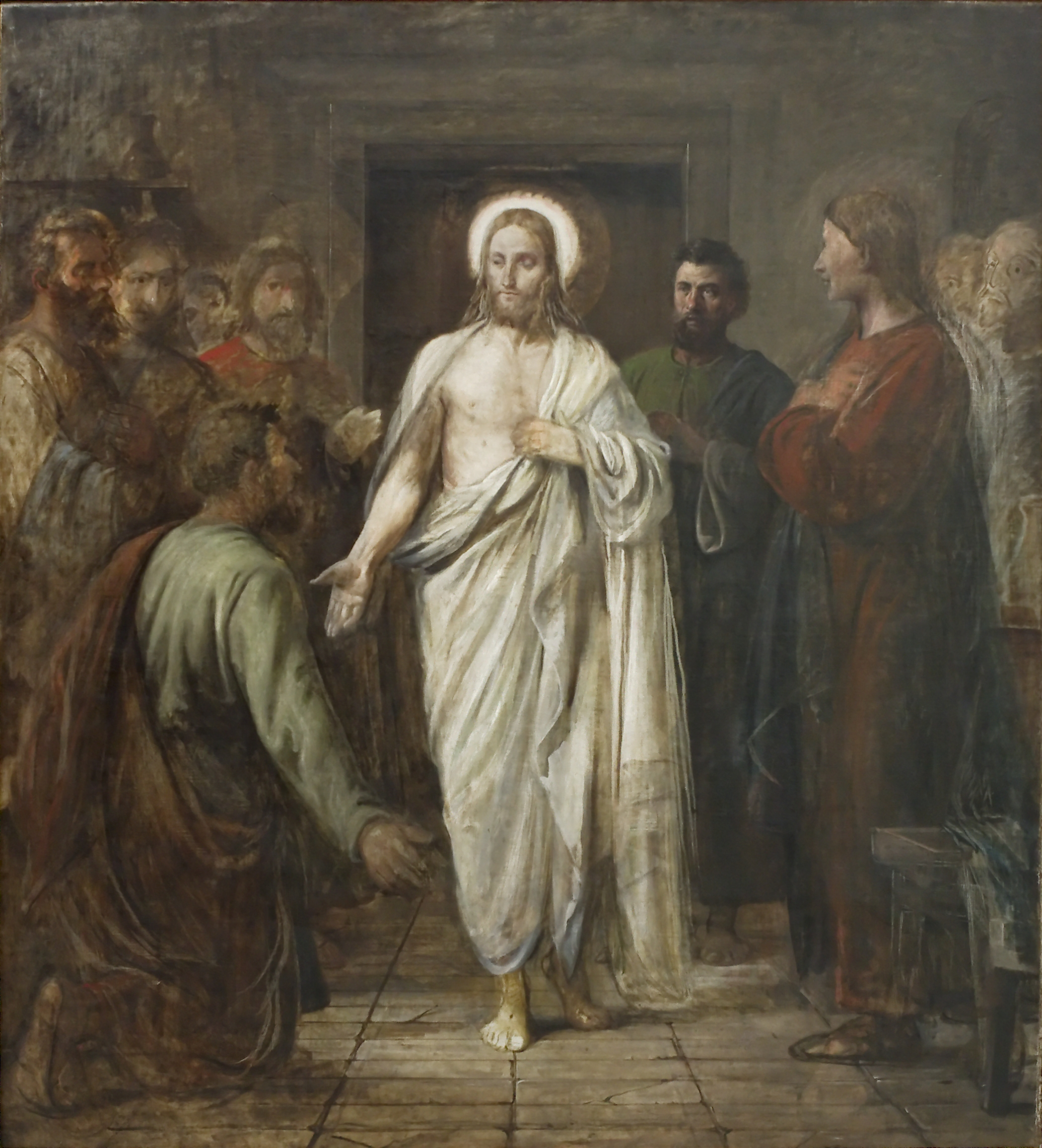
Den vantro Thomas, Cristo e o Thomas Duvidoso

Marstrand voltou para a Dinamarca no final de 1841, parando em Munique e Paris no caminho. Na Dinamarca, ele se esforçou para trazer de volta o que aprendeu na Itália e permitir que se desenvolvesse em sua cultura local.
Tornou-se membro da Academia de Arte em 19 de junho de 1843, após apresentar o quadro "Erasmus Montanus" como peça de admissão. Ele se tornou professor na Academia em 1848. Ele se esforçou para permitir que seus alunos evoluíssem de acordo com suas próprias habilidades e interesses. Entre estes estavam os dois pintores Skagen mais renomados Peder Severin Krøyer e Michael Ancher, bem como Carl Bloch e Kristian Zahrtmann.
Marstrand continuou a viajar regularmente pela Europa ao longo de sua vida, para (Londres, Viena, Bélgica, mas especialmente para Itália e Roma), às vezes na companhia de outros artistas como PC Skovgaard e Johan Adolph Kittendorff, ou de historiador de arte e crítico Niels Lauritz Høyen.
Marstrand também continuou a aplicar inspiração da Itália em suas pinturas. Ele agora forneceu-lhe temas da literatura e do teatro, retratando cenas de Dom Quixote de Cervantes, bem como de Erasmus Montanus, ou outras peças de Ludvig Holberg. As obras de Holberg forneceriam a Marstrand um fluxo infinito de inspiração. Ele também continuou a pintar pinturas de gênero e a fazer esboços, caricaturas e desenhos, capturando o espírito de sua época com uma sátira gentil ou mais mordaz.
Em 8 de junho de 1850, Marstrand casou-se com Margrethe Christine Weidemann, com quem teria cinco filhos. Sua família tornou-se uma nova fonte de sua arte. Há semelhanças em seus retratos infantis com os de Constantin Hansen , contemporâneo, amigo e também aluno de Eckersberg.
Marstrand voltou à pintura de retratos com ainda mais seriedade no final da década de 1850, retratando algumas das principais figuras da época, incluindo Constantin Hansen (1852, 1862), Bernhard Severin Ingemann (1860), Grundtvig (1863), Høyen (1869), o arquiteto Michael Gottlieb Bindesbøll, não esquecendo seu retrato anterior de Købke em 1839.
Durante as décadas de 1850 e 1860, e especialmente após a morte de sua esposa em 1867, ele finalmente voltou-se para os temas religiosos. Ele também deu atenção renovada à mitologia e à história. Ele pintou dois notáveis grandes murais para a capela do rei Christian IV na Catedral de Roskilde em 1864-1866, os quais contribuíram para a fama duradoura desse monarca popular. Ele pintou um importante retábulo na Igreja Faaborg. Em 1871, não muito antes de sua morte, ele entregou várias pinturas de parede maciças encomendadas para o salão de festas da Universidade de Copenhague . Este desenvolvimento histórico, religioso e monumental acrescentou ainda uma dimensão essencial ao já amplo escopo da obra de Marstrand.
Ao mesmo tempo, durante os últimos dez anos de sua vida, parte de seu trabalho tornou-se muito íntimo. Uma série de pinturas feitas durante os últimos 6 anos de sua vida mostrava uma mulher nua, enquanto outras eram profundamente religiosas, mais interiormente do que a obra monumental.
Marstrand foi nomeado Diretor (Chanceler) da Academia de Arte durante dois períodos: o primeiro período de 1853-1857, o segundo de 1863 até sua morte. Em 1867, ele foi premiado com o posto de Conselheiro de Estado (etatsråd).
Em outubro de 1871, Marstrand sofreu uma hemorragia cerebral e ficou parcialmente paralisado, perdendo grande parte de sua capacidade de trabalho antes de sua morte em 1873.

## Recepção póstuma
Para seus contemporâneos e mais algumas gerações, Marstrand foi classificado entre os maiores pintores da Dinamarca de todos os tempos,  para algumas autoridades, talvez como o maior. Certamente, ele era muito produtivo e dominava uma variedade notável de gêneros - seu desinteresse pela arte da paisagem sendo uma exceção notável. Mais relevante hoje é o número bastante impressionante de suas obras, que agora são sinais familiares da história e da cultura dinamarquesas: cenas de salas de estar e ruas de Copenhague durante sua juventude; a festa e a vida pública capturadas em Roma; os muitos retratos representativos de cidadãos e inovadores; até mesmo as encomendas monumentalistas para a universidade e a monarquia. Ainda assim, à medida que o século XX avançava, seu trabalho havia se tornado menos valorizado artisticamente e totalmente fora de moda; inversamente, as últimas décadas parecem ter proporcionado uma nova apreciação.

## Bibliográfia
- (em dinamarquês) Madsen, Karl. Wilhelm Marstrand. Copenhagen, DK: Kunstforeningen, 1905.
- (em dinamarquês) Marstrand, Otto. Maleren Wilhelm Marstrand. Copenhagen, DK: Thaning & Appel, 2003. ISBN 87-413-6420-1.
- (em inglês) Nørregård-Nielsen, Hans Edvard. The Golden Age of Danish Art: Drawings from the Royal Museum of Fine Arts, Copenhagen. Alexandria, VA: Art Services International, 1995. ISBN 0-88397-115-1.
- (em dinamarquês) Valentiner, Gitte. Wilhelm Marstrand: Scenebilleder. Copenhagen, DK: Gyldendal, 1992. ISBN 87-00-04517-9.